# Schaltweiche

Schema einer Schaltweiche

Schaltweichen werden zum Verteilen von Schüttgutströmen wahlweise in zwei oder drei Förderleitungen eingesetzt und sind geschweißte Konstruktionen aus meist Bau-, Edel- oder Sonderstählen, je nach Art des Schüttgutes.
Die Zweiwege-Ausführungen haben symmetrische oder asymmetrische Ausläufe.
Das Schüttgut kann pulverförmig sein bis hin zu groben Stückgut, abhängig von Größe der Schaltweiche. Schaltweichen können für verschiedene Temperaturbereiche ausgelegt werden. Um auch im eingebauten Zustand die Dichtigkeit und einen eventuellen Verschleiß festzustellen, lässt sich normalerweise über eine Wartungsöffnung die Schaltzunge (eigentliches Schaltelement) und/oder die Dichtleisten kontrollieren und gegebenenfalls auswechseln.